# Rhipidure familier
Rhipidura albolimbata
Espèce
Statut de conservation UICN

 LC  : Préoccupation mineure
Le Rhipidure familier  (Rhipidura albolimbata) est une espèce de passereau de la famille des Rhipiduridae.

## Distribution
On le trouve en Nouvelle-Guinée.

## Habitat
Il habite les montagnes humides tropicales et subtropicales.

## Sous-espèces
Selon Alan P. Peterson, cet oiseau est représenté par deux sous-espèces :
- Rhipidura albolimbata albolimbata Salvadori 1874 ;
- Rhipidura albolimbata lorentzi Oort 1909.